# Торнтон, Барбара
Ба́рбара То́рнтон (англ. Barbara Thornton; 6 января 1950, Саммит, штат Нью-Джерси — 8 ноября 1998, Кёльн) — американская певица (сопрано), один из крупнейших интерпретаторов средневековой музыки в 1980-е и 1990-е годы.

## Очерк биографии и творчества
В 1972 окончила Колледж Сары Лоуренс (Йонкерс, штат Нью-Йорк), пела в любительском хоре колледжа. С начала 1970-х гг. жила в западной Европе, где продолжила музыкальное образование в Амстердамской консерватории (в классе оперного вокала), а с 1973 в Базельской музыкальной академии. Решающее влияние на формирование творческой личности Торнтон оказали Томас Бинкли и Андреа фон Рамм — ведущие музыканты ансамбля «Студия старинной музыки», приглашённые в Базель для ведения новаторского «средневекового» мастер-класса. Среди других преподавателей Торнтон в академии были Вульф Арльт (история музыки), Маркус Янс (анализ), Кристофер Шмидт (сольфеджио). По окончании учёбы в академии в 1977 Торнтон совместно с певцом и арфистом Бенджамином Бэгби основала ансамбль «Секвенция», который в 1980-е гг. стал одним из наиболее представительных в тренде интерпретации средневековой музыки. В сентябре 1977 Торнтон и Бэгби переехали из Базеля в Кёльн, где с тех пор совместно жили и работали.
В ансамбле Торнтон пела и играла на портативе, исполняя церковные распевы Хильдегарды Бингенской и анонимные кантиги Девы Марии, светскую музыку трубадуров, труверов и миннезингеров, песни из музыкальных рукописей Испании (Сантьяго-де-Компостела, Лас Хельгас), Франции (Аквитания, школа Нотр-Дам), Германии (Bordesholmer Marienklage, Фрауэнлоб), Австрии (Освальд фон Волькенштейн), Англии (XIII века). В исполнении вокальной музыки особое внимание Торнтон уделяла «аутентичному» произношению, пользовалась консультациями крупных лингвистов и литературоведов, среди которых Пьер Бек, Робер Лафонт, Питер Дронке. Широко гастролировала с ансамблем в Европе, Азии и Америке, в том числе в 1994 выступала в Карнеги-холле.
В концертных программах «Секвенции» — во многом, по инициативе Торнтон — значительное место отводилось костюмированным «реконструкциям» литургических драм и других жанров/форм средневекового музыкального театра. В инсценировке Бордесхольмского плача Девы Марии (Германия, XV в.), премьера которого состоялась в Ксантенском соборе, она исполнила главную роль (спектакль транслировался WDR в Германии в Страстную Пятницу 1992 года). Наибольшую известность Торнтон принесла инсценировка «Действа о добродетелях» («Ordo virtutum») Хильдегарды Бингенской, где она не только пела и играла в заглавной роли Души (Anima), но также выступила в качестве режиссёра постановки. Премьера состоялась в кёльнской церкви Большой Святой Мартин в мае 1982, а в рождественский сочельник того же года музыкальный спектакль был показан по западногерманскому телевидению.
Последние работы Торнтон с «Секвенцией» относятся к июлю 1998 года (концерт в нью-йоркском Линкольн-центре и небольшая партия в новой студийной аудиозаписи «Ordo virtutum» Хильдегарды). В том же году в ноябре скончалась в Кёльне от рака мозга, с которым несколько лет безуспешно боролась.